# Killwangen
Killwangen (schweizerdeutsch: ˌχilːˈʋɑŋːə) ist eine Einwohnergemeinde im Schweizer Kanton Aargau. Sie gehört zum Bezirk Baden und liegt im mittleren Limmattal zwischen Baden und Zürich.

## Geographie
Das Dorf liegt zwischen dem linken Ufer der Limmat und dem mit zahlreichen Tobeln durchzogenen, bewaldeten Nordosthang des Heitersbergs. Während der alte Dorfkern sich am Fusse des Heitersbergs befindet, liegen die neuen Quartiere in der schmalen Ebene zwischen dem Dorfkern und dem Bahnhof. Auf einer Höhe von rund 660 Metern liegt in einer Waldlichtung der kleine Weiler Sennenberg.
Die Fläche des Gemeindegebiets beträgt 243 Hektaren, davon sind 119 Hektaren bewaldet und 61 Hektaren überbaut. Der höchste Punkt liegt auf 702 Metern oberhalb von Sennenberg, der tiefste auf 385 Metern am Ufer der Limmat. Nachbargemeinden sind Würenlos im Norden, Spreitenbach im Osten, Oberrohrdorf im Südwesten und Neuenhof im Nordwesten.

## Geschichte
Die erste urkundliche Erwähnung von Chulliwanch erfolgte 1227 in einem Zinsverzeichnis der Propstei Zürich. Der Ortsname stammt vom althochdeutschen (ze) Chullinwangun und bedeutet «bei den Abhängen des Chullo». 1234 verkaufte ein Ritter Ruom umfangreiche Güter und die niedere Gerichtsbarkeit an das Kloster Wettingen. Landesherren und Inhaber der Blutgerichtsbarkeit waren die Habsburger. 1259 verkaufte der habsburgische Graf Rudolf I. weiteren Grundbesitz an das Kloster. Fast sechs Jahrhunderte lang waren die Bewohner Killwangens vom Kloster abhängig.

Luftansicht (1965)

1415 eroberten die Eidgenossen den Aargau. Killwangen war nun Teil des Amtes Wettingen in der Grafschaft Baden, einer gemeinen Herrschaft. Auf dem Sennenberg liess Abt Nikolaus Göldin um 1680 ein Erholungsheim für die Mönche des Klosters errichten. Die Killwanger Bauern setzten ihre Produkte meist auf dem Markt in Baden ab. Zu Beginn des 18. Jahrhunderts versuchten sie dreimal vergeblich, vom Badener Brückenzoll befreit zu werden. Im März 1798 nahmen die Franzosen die Schweiz ein und riefen die Helvetische Republik aus. Killwangen war zunächst eine Gemeinde im kurzlebigen Kanton Baden, seit 1803 gehört sie zum Kanton Aargau.

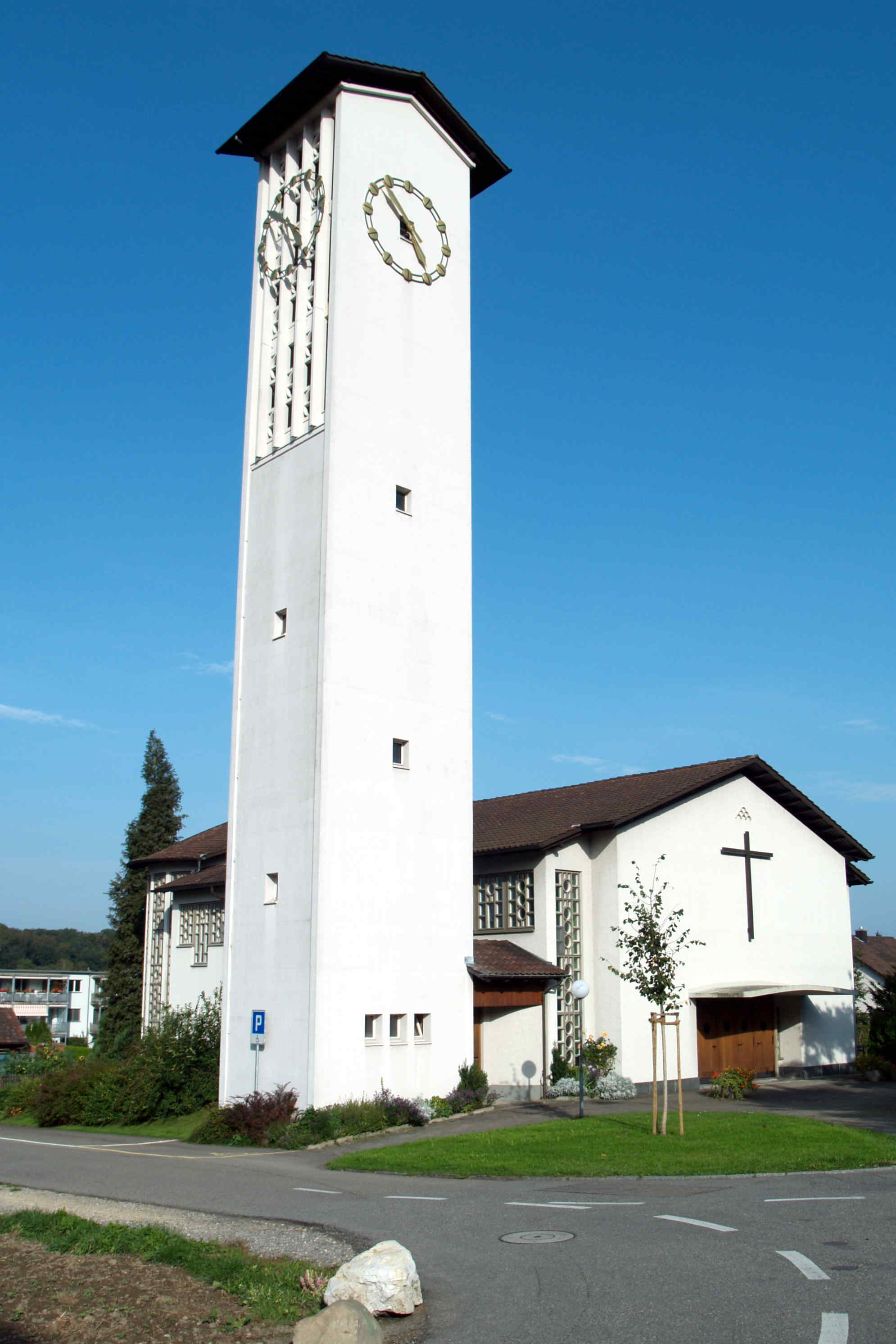
Katholische Kirche

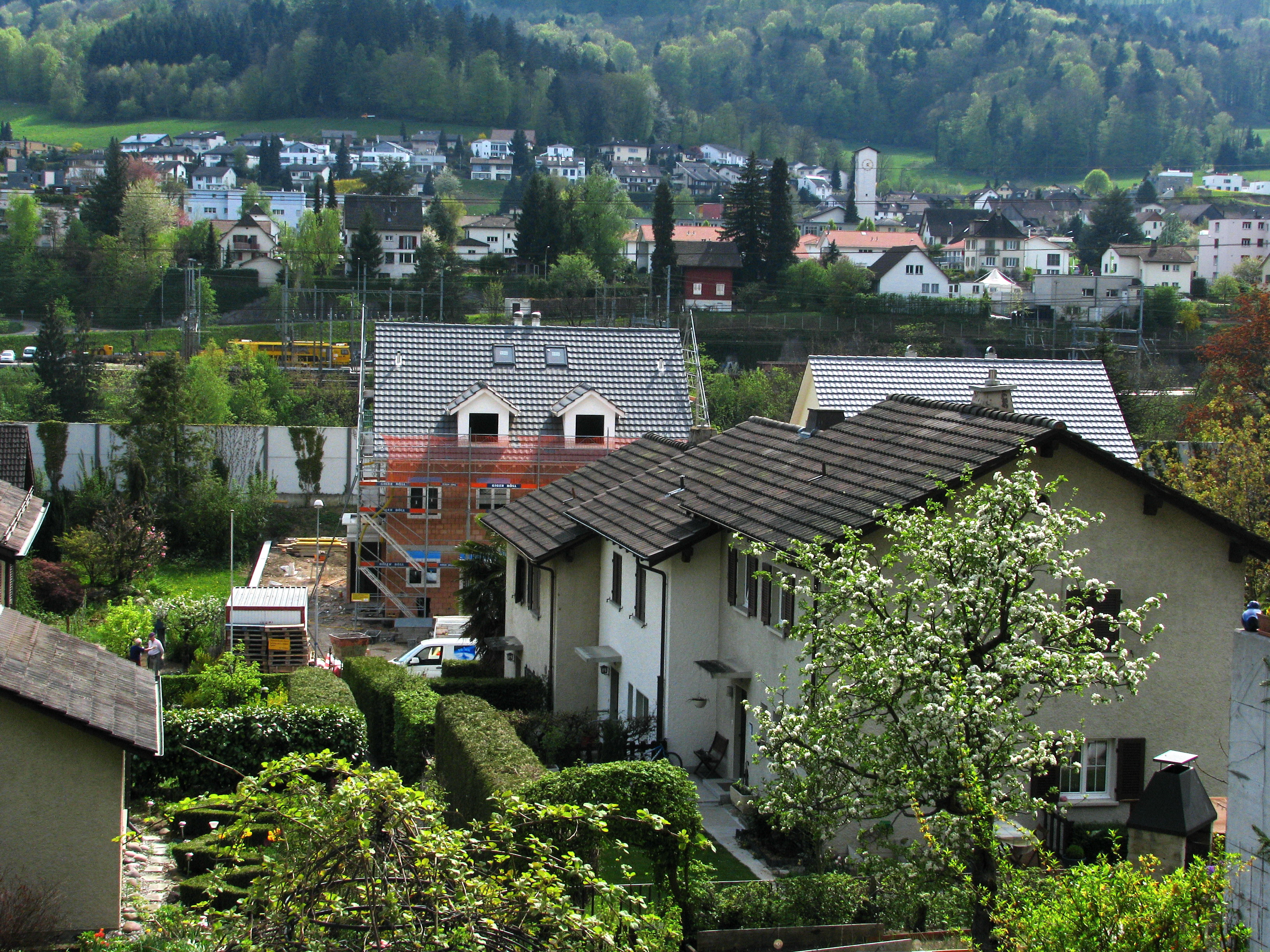
Killwangen von Würenlos aus über die Limmat gesehen

Als die Kantonsregierung 1841 das Kloster Wettingen aufhob, ging das Erholungsheim auf dem Sennenberg in Privatbesitz über und ist heute Eigentum des Verbandes Aargauischer Fleckviehzuchtgenossenschaften. Die am 7. August 1847 eröffnete erste Eisenbahnlinie der Schweiz zwischen Baden und Zürich, die Schweizerische Nordbahn, führte über das Gemeindegebiet von Killwangen, am 1. Februar 1848 erhielt das Dorf einen eigenen Bahnhof. Bis in die 1920er Jahre hinein blieb Killwangen stark landwirtschaftlich geprägt, ab 1930 siedelten sich an der Grenze zu Spreitenbach mehrere Industriebetriebe an. Die Eröffnung des Heitersbergtunnels nach Mellingen erfolgte am 22. Mai 1975. Seit 1900 ist die Bevölkerungszahl um fast das Siebenfache angestiegen.

## Wappen
Die Blasonierung des Gemeindewappens lautet: «In Rot weisser Sparren, im Schildfuss sechsstrahliger weisser Stern.» Auf der Karte des Kantons Zürich von 1667 bestand das Killwanger Wappen aus einem rot-gelb gespaltenen Schild, belegt mit blauer Raute und darin ein blauer Stern. Dieses Wappen, dessen Herkunft völlig unbekannt ist, erschien auch 1872 auf dem Gemeindesiegel. Das heute verwendete Wappen wurde 1926 geschaffen und setzte sich mit der Zeit durch. Während die Bedeutung des Sparrens nicht bekannt ist, weist der Stern auf die einstige Zugehörigkeit zum Kloster Wettingen hin.

## Bevölkerung
Die Einwohnerzahlen entwickelten sich wie folgt:
| Jahr      | 1778 | 1850 | 1900 | 1930 | 1950 | 1960 | 1970 | 1980 | 1990 | 2000 | 2010 | 2020 |
| Einwohner | 90   | 182  | 306  | 439  | 597  | 802  | 842  | 1041 | 1328 | 1377 | 1820 | 2051 |

Am 31. Dezember 2023 lebten 2242 Menschen in Killwangen, der Ausländeranteil betrug 28,1 %. Bei der Volkszählung 2015 bezeichneten sich 35,1 % als römisch-katholisch und 15,9 % als reformiert; 49,0 % waren konfessionslos oder gehörten anderen Glaubensrichtungen an. 88,2 % gaben bei der Volkszählung 2000 Deutsch als ihre Hauptsprache an, 2,7 % Italienisch und 1,9 % Serbokroatisch.

## Politik und Recht
Die Versammlung der Stimmberechtigten, die Gemeindeversammlung, übt die Legislativgewalt aus. Ausführende Behörde ist der fünfköpfige Gemeinderat. Er wird im Majorzverfahren vom Volk gewählt, seine Amtsdauer beträgt vier Jahre. Der Gemeinderat führt und repräsentiert die Gemeinde. Dazu vollzieht er die Beschlüsse der Gemeindeversammlung und die Aufgaben, die ihm vom Kanton zugeteilt wurden. Für Rechtsstreitigkeiten ist in erster Instanz das Bezirksgericht Baden zuständig. Killwangen gehört zum Friedensrichterkreis IV (Wettingen).

## Wirtschaft
In Killwangen gibt es gemäss der im Jahr 2015 erhobenen Statistik der Unternehmensstruktur (STATENT) rund 700 Arbeitsplätze, davon 2 % in der Landwirtschaft, 54 % in der Industrie und 44 % im Dienstleistungsbereich. Die meisten Erwerbstätigen sind Wegpendler; sie arbeiten entweder in der Agglomeration Baden, in Spreitenbach und weiteren Limmattalgemeinden oder in der Stadt Zürich.

## Verkehr
Killwangen liegt an der stark befahrenen Hauptstrasse 3 zwischen Baden und Zürich, etwa drei Kilometer südöstlich des Anschlusses Wettingen der Autobahn A1. Der Bahnhof Killwangen-Spreitenbach wird durch zwei Linien der S-Bahn Zürich bedient, die von Winterthur nach Brugg und Aarau führen. Vier Buslinien der RVBW erschliessen den Bahnhof, ebenso eine Linie von Limmatbus. An Wochenenden verkehren eine Nacht-S-Bahn (Winterthur–Zürich HB–Baden–Brugg–Lenzburg–Aarau) und ein Nachtbus von Baden nach Dietikon. Ab 2022 ist der Bahnhof die westliche Endstation der Limmattalbahn zum Bahnhof Zürich Altstetten.

## Bildung
Killwangen besitzt zwei Kindergärten und ein Schulhaus, in dem die Primarschule unterrichtet wird. Alle Oberstufen der obligatorischen Volksschule (Realschule, Sekundarschule und Bezirksschule) können in der Nachbargemeinde Spreitenbach besucht werden. Die nächstgelegenen Gymnasien sind die Kantonsschule Baden und die Kantonsschule Wettingen.

## Persönlichkeiten
Der Bildhauer Philipp Widmer wurde 1870 in Killwangen geboren. Für die bayerische Stadt Bad Windsheim schuf er zusammen mit dem Nürnberger Architekten Fritz Mayer den Entwurf für das dortige Kriegerdenkmal für die Gefallenen des Ersten Weltkrieges.